# Heliconius ismenius
Espèce
Heliconius ismenius est un insecte lépidoptère appartenant à la famille des Nymphalidae, à la sous-famille des Heliconiinae et au genre Heliconius.

## Taxinomie
Heliconius ismenius a été décrit par Pierre-André Latreille en 1817.

### Sous-espèces
- Heliconius ismenius ismenius Latreille, 1817; présent en Colombie.
- Heliconius ismenius boulleti Neustetter, 1928 ;
- Heliconius ismenius clarescens Butler, 1875; présent au Costa Rica et à Panama.
- Heliconius ismenius fasciatus Godman & Salvin, 1877; présent à Panama.
- Heliconius ismenius metaphorus Weymer, 1883; présent en Colombie et en Équateur
- Heliconius ismenius occidentalis Neustetter, 1928; présent en Colombie.
- Heliconius ismenius telchinia Doubleday, 1847; présent au Mexique, au Honduras et à Panama.
- Heliconius ismenius tilletti Brown & Fernández, 1976; présent au Venezuela[1].

### Noms vernaculaires
Heliconius ismenius se nomme l'Œil du tigre en français, Tiger-striped Longwing en anglais,.

## Description
Heliconius ismenius ressemble à Melinaea lilis messatis ( Mimétisme Müllerien.
C'est un grand papillon d'une envergure de 70 mm à 90 mm, aux ailes antérieures allongées à apex arrondi.
Les ailes antérieures sont orange avec deux bandes noires partant de la base et un apex noir avec deux lignes de taches jaune pâle et les ailes postérieures sont orange à marge noire et bande noire en leur milieu parallèle à la marge.
Le revers est semblable en plus clair.

## Biologie
Heliconius ismenius se nourrit de pollen de Cucurbitaceae ce qui lui procurerait sa longévité de plusieurs mois.

### Plantes hôtes
Les plantes hôtes de sa chenille sont des Passiflora, Passiflora alata, Passiflora ambigua, Passiflora pedata, et Passiflora platyloba.

## Écologie et distribution
Heliconius ismenius est présent au Mexique, au Honduras, au Costa Rica, à Panama, en Colombie, au Venezuela et en Équateur .

### Biotope
Heliconius ismenius réside dans la subcanopée des lisières et des clairières de forêt jusqu'à une altitude de 1 500 m.

## Protection
Pas de statut de protection particulier.